# High Quality Video Compact Disc
High Quality Video Compact Disc (HQ-VCD) è il nome assegnato al progetto del VCD Consortium (formato da Sony, Philips, Matsushita e JVC) che partecipò al concorso indetto nel 1997 dalla Repubblica Popolare Cinese, che mirava a creare un formato Home video che competesse con il DVD.

## Storia
Dopo che la C-Cube Microsystem fece apparire sul mercato la propria creazione, il China Video Disc, il governo cinese, creatore del Super Video CD, aprì una trattativa con il consorzio al fine di unire i due progetti. 
Gran parte del lavoro relativo all'High Quality Video Compact Disc confluì nel progetto del Super Video CD.
Attualmente lo standard del SVCD (IEC 62107), prevede una variante denominata High Quality Video CD al fine di mantenere compatibilità all'indietro con il progetto originario del VCD Consortium. 
Le differenze con il Super Video CD sono minime:
- il campo di identificazione del formato all'interno del file /SVCD/INFO.SVD è HQ-VCD anziché SVCD;
- la presenza del file /EXT/SCANDATA.DAT è obbligatoria e non opzionale come nel SVCD, mentre il file /SVCD/SEARCH.DAT è opzionale anziché obbligatorio (in pratica si è invertito il file di ricerca).